# Румыния на «Евровидении-2011»
Румыния принимала участие в Конкурсе песни Евровидение 2010 в Дюссельдорфе и выбирала представителя посредством национального отбора Selecţia Naţională, организованного TVR. Представляла Румынию группа Hotel FM с песней «Change» .

## Национальный отбор
| №  | Исполнитель                          | Песня                         | Очки | Место |
| -- | ------------------------------------ | ----------------------------- | ---- | ----- |
| 1  | Ади Кристеску                        | «One by one»                  | 4    | 8     |
| 2  | Далма                                | «Song for him»                | 3    | 10    |
| 3  | Летисия                              | «Dreaming of you»             | 10   | 6     |
| 4  | Силвия Штефэнеску                    | «I can’t breathe without you» | 2    | 12    |
| 5  | Blaxy Girls                          | «It’s so fine»                | 6    | 7     |
| 6  | Клаудия Павел                        | «I want U to want me»         | 3    | 10    |
| 7  | Лауренцю Казан                       | «We Can Change The World»     | 12   | 5     |
| 8  | Дан Хелчуг                           | «My facebook girl»            | 4    | 8     |
| 9  | Distinto, Янна & Энтони Икуагу       | «Open your eyes»              | 17   | 2     |
| 10 | Direcția 5                           | «Cinema love»                 | 17   | 2     |
| 11 | Rallsa                               | «Take me down»                | 0    | 13    |
| 12 | Hotel FM                             | «Change»                      | 22   | 1     |
| 13 | Михай Александру feat. B-Body & Soul | «Bang bang»                   | 16   | 4     |

## Евровидение 2011

### Полуфинал и Финал
«Hotel FM» выступили во втором полуфинале конкурса, набрав достаточное количество зрительских голосов, чтобы выйти в финал конкурса. В финале их результат оказался посредственным — набрав 77 баллов, коллектив финишировал семнадцатым.
| 12 points           | 10 points            | 8 points  | 7 points | 6 points                                 |
| ------------------- | -------------------- | --------- | -------- | ---------------------------------------- |
| - Италия - Молдавия | - Бельгия            | - Испания |          | - Азербайджан - Болгария - Израиль       |
| 5 points            | 4 points             | 3 points  | 2 points | 1 point                                  |
| - Турция            | - Дания - Нидерланды |           |          | - Австрия - Эстония - Венгрия - Ирландия |